# Николаев, Евгений Дмитриевич
Евге́ний Дми́триевич Никола́ев (2 сентября 1923, Москва — 12 апреля 1990, там же) — Герой Советского Союза (1944), полковник-инженер (1975).

## Биография
Родился 2 сентября 1923 года (по документам — 2 сентября 1921 года) в Москве. В 1939 году окончил 10 классов школы.
В ВМФ с января 1940 года. До июня 1941 года служил радистом на Балтийском флоте. В январе 1942 года окончил Ташкентские радиотелеграфные курсы. Служил начальником радиостанции в запасном кавалерийском полку (город Чарджоу, Туркмения).
Участник Великой Отечественной войны: в июле 1942 — апреле 1945 — начальник радиостанции, командир радиоотделения и начальник радиосвязи дивизиона 1035-го (с декабря 1942 — 128-го гвардейского) артиллерийского полка. Воевал на Сталинградском, Донском, Юго-Западном, 3-м Украинском и 1-м Белорусском фронтах. Участвовал в Сталинградской битве, Ворошиловградской и Изюм-Барвенковской операциях, освобождении Левобережной Украины и битве за Днепр, Никопольско-Криворожской, Березнеговато-Снигирёвской, Одесской, Люблин-Брестской, Варшавско-Познанской и Берлинской операциях. За время войны был дважды ранен.
Особо отличился при форсировании Вислы. В ночь на 1 августа 1944 года с группой разведчиков форсировал реку в районе посёлка Магнушев (Польша). Был ранен в ногу, но остался в строю. В течение суток обеспечивал непрерывную связь артиллеристов с пехотой, чем способствовал расширению Магнушевского плацдарма на Висле.
За мужество и героизм, проявленные в боях, указом Президиума Верховного Совета СССР от 26 октября 1944 года гвардии старшему сержанту Николаеву Евгению Дмитриевичу присвоено звание Героя Советского Союза с вручением ордена Ленина и медали «Золотая Звезда».
В августе 1945 года окончил курсы младших лейтенантов, в 1946 году — курсы усовершенствования командиров взводов связи. До декабря 1946 года служил в артиллерии командиром взвода связи (в Группе советских войск в Германии). В 1954 году окончил Военно-воздушную инженерную академию имени Н. Е. Жуковского, продолжал службу в ней старшим инженером отделения (1954—1958), ведущим инженером (1958—1960) и старшим инженером (1960—1961) лаборатории.
В июне-декабре 1961 — заместитель старшего военпреда в военном представительстве, в 1961—1964 — старший инженер в 4-м Главном управлении Министерства обороны СССР (заказ вооружения для ПВО страны). С 1964 года — старший научный сотрудник 22-го Центрального научно-исследовательского института (город Мытищи Московской области). С марта 1967 года подполковник-инженер Е. Д. Николаев — в запасе.
В 1967—1971 годах работал начальником отдела Всесоюзного телецентра, в 1972—1973 — инженером треста «Энергостроймонтажсвязь». В 1973—1974 — директор кинотеатра «Сенеж» в городе Солнечногорск Московской области, в 1974—1975 — заместитель директора кинотеатра «Прогресс» в Москве. В 1975—1986 — начальник управления эксплуатации административного здания, помощник директора по гражданской обороне, инженер и инструктор по пожарной безопасности, старший научный сотрудник Всесоюзного научно-исследовательского института текстильно-галантерейной промышленности.
Жил в Москве. Умер 12 апреля 1990 года. Похоронен на Хованском кладбище в Москве.

## Награды и звания
- Герой Советского Союза. Указ Президиума Верховного Совета СССР от 26 октября 1944 года:
  - орден Ленина № 21964,
  - медаль «Золотая Звезда» № 5136.
- Орден Отечественной войны I степени. Указ Президиума Верховного Совета СССР от 11 марта 1985 года.
- Орден Красной Звезды. Приказ командира 57-й гвардейской стрелковой дивизии № 37 от 6 ноября 1943 года.
- Орден Красной Звезды. Указ Президиума Верховного Совета СССР от 26 октября 1955 года.
- медаль «За отвагу». Приказ командира 128-го гвардейского артиллерийского полка № 12/н от 30 апреля 1943 года.
- Медаль «За боевые заслуги». Указ Президиума Верховного Совета СССР от 15 ноября 1950 года.
- Медали СССР.